# Kiotina
Kiotina és un gènere d'insectes plecòpters pertanyent a la família dels pèrlids.

## Hàbitat
En els seus estadis immadurs són aquàtics i viuen a l'aigua dolça, mentre que com a adults són terrestres i voladors.

## Distribució geogràfica
Es troba a Àsia: la península de Corea, Taiwan, la Xina i el Japó (incloent-hi Okinawa).

## Taxonomia
- Kiotina albopila (Wu, 1948)
- Kiotina bifurcata (Stark & Sivec, 2008)
- Kiotina chekiangensis (Wu, 1938)
- Kiotina chiangi (Banks, 1939)
- Kiotina collaris (Banks, 1937)
- Kiotina decorata (Zwick, 1973)
- Kiotina delicata (Stark & Sivec, 2008)
- Kiotina kelloggi (Wu & Claassen, 1934)
- Kiotina lugubris (McLachlan, 1875)
- Kiotina nigra (Wu, 1938)
- Kiotina pictetii (Klapálek, 1907)
- Kiotina quadrituberculata (Wu, 1948)
- Kiotina resplendens (Banks, 1939)
- Kiotina riukiuensis (Uéno, 1938)
- Kiotina spatulata (Wu, 1948)
- Kiotina suzukii (Okamoto, 1912)[14][15][16]